# Oranger
 (juin 2020).
Si vous disposez d'ouvrages ou d'articles de référence ou si vous connaissez des sites web de qualité traitant du thème abordé ici, merci de compléter l'article en donnant les références utiles à sa vérifiabilité et en les liant à la section « Notes et références ».
Citrus sinensis
Espèce
L’oranger (Citrus sinensis (L.) Osbeck, 1765) est une espèce d'arbustes fruitiers de la famille des Rutacées. Cultivé dans les régions chaudes, comme les pays méditerranéens par exemple, cet hybride ancien est probablement un croisement entre le pamplemousse et la mandarine. Ses fruits sucrés et comestibles sont les oranges; les proportions relatives des gènes ancestraux dans l'orange douce sont d'environ 42 % pomelo et 58 % mandarine.

## Description

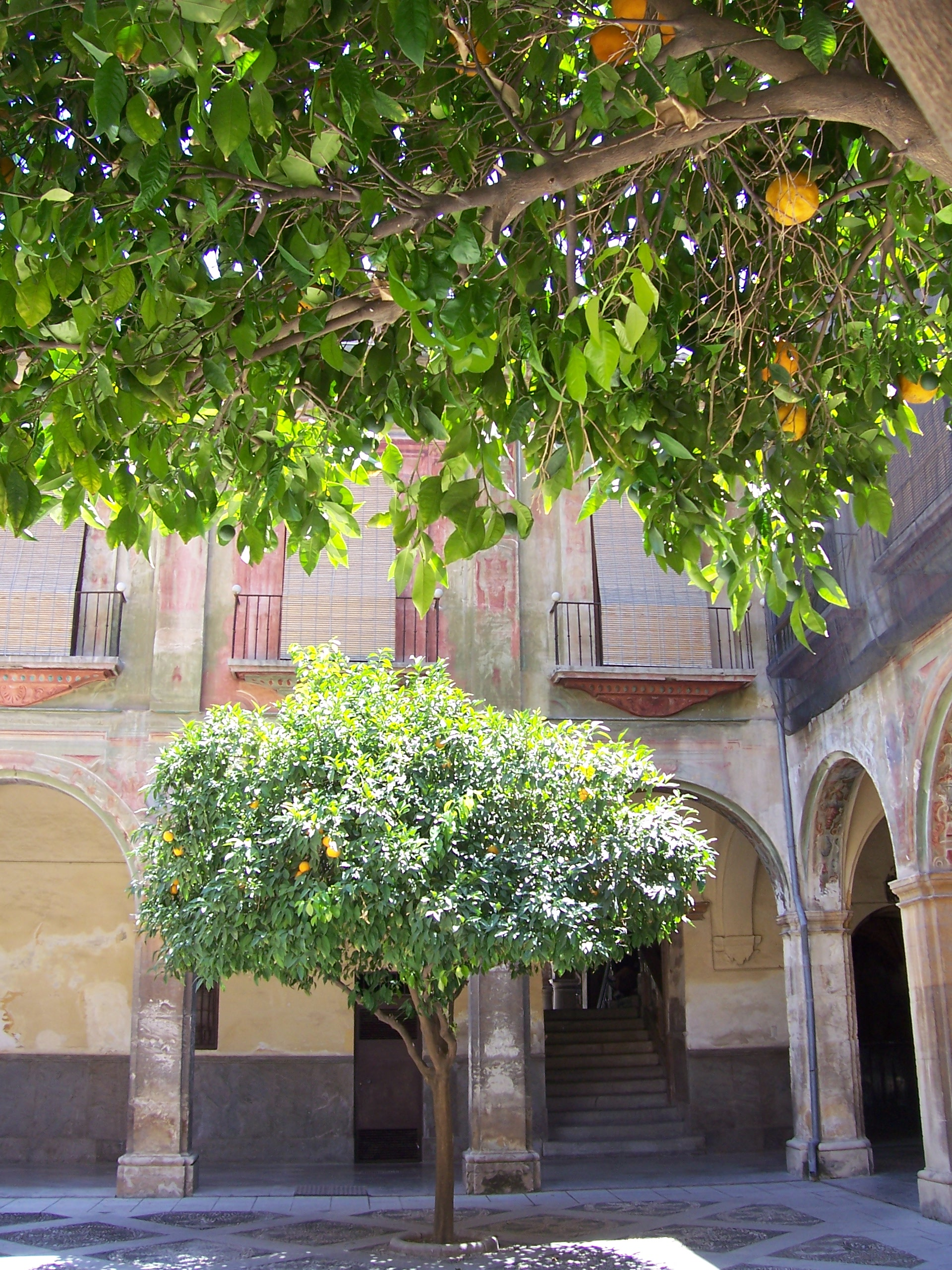
Orangers dans un patio de Grenade (Hospital y Basílica de San Juan de Dios).

L'oranger est un arbuste sempervirent, pouvant atteindre 10 mètres de haut, avec des branches épineuses et des feuilles de 4 à 10 cm de long. Il est originaire de l'Asie du Sud-Est, soit de l'Inde, soit du Viêt Nam ou du sud de la Chine. Le fruit du Citrus sinensis est appelé orange douce pour le distinguer de l'orange amère, fruit du Citrus aurantium ou bigaradier (oranger amer), des fleurs duquel on tire l'essence de néroli et l'eau de fleur d'oranger. Tous les agrumes sont considérés comme des baies, parce qu'ils sont charnus, contiennent de nombreuses graines et dérivent d'un ovaire unique.

## Importance économique
La culture des orangers a une grande importance économique aux États-Unis, en particulier dans les États de Floride et de Californie, au Portugal ainsi que dans plusieurs pays méditerranéens (Espagne, Italie, Grèce, Maroc), en Afrique du Sud, en Chine et en Australie (Nouvelle-Galles du Sud).

## Les orangers, plantes médicinales
Les orangers peuvent être considérés comme des plantes médicinales.
On utilise en phytothérapie des extraits de leurs fleurs, de leurs feuilles et de leurs fruits et en aromathérapie les huiles essentielles distillées à partir des fleurs (huile essentielle de Néroli), des feuilles et des jeunes rameaux (huile essentielle de petit-grain), des écorces des fruits (huile essentielle d'orange). Ces huiles essentielles sont digestives et apaisantes, mais elles peuvent provoquer une photo-dermite quand on les applique sur la peau et que l'on s'expose au soleil.
On extrait également des alcaloïdes (comme la synéphrine) à partir de l'écorce de l'orange amère qui entrent dans la composition de compléments alimentaires à visée amaigrissante. Des études récentes ont montré que ces extraits « amaigrissants » présentaient plus de risque pour la santé que d'intérêt pour maigrir.

## Culture

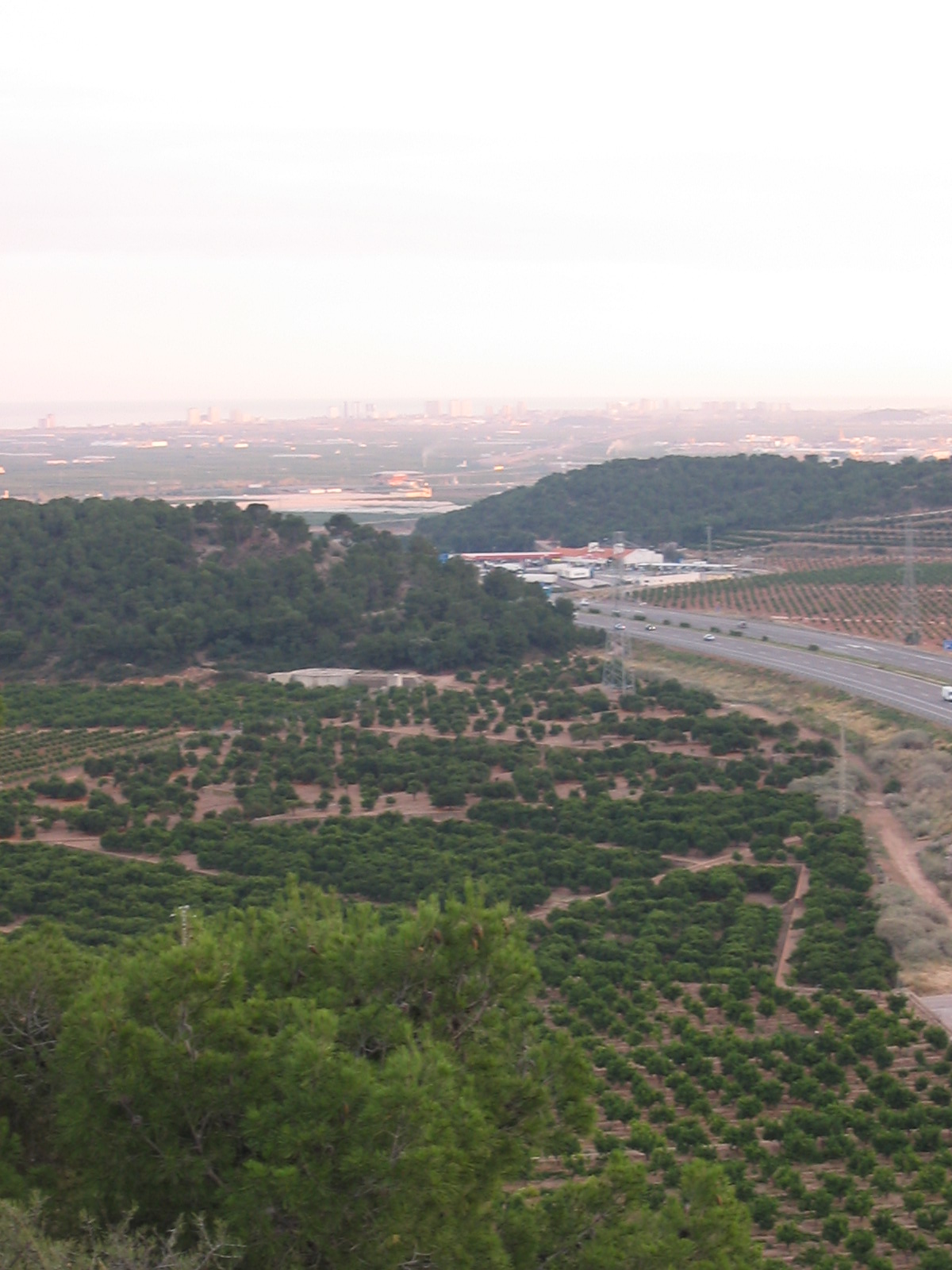
Vergers d'orangers, région de Sagonte (Valence, Espagne).

Tous les agrumes font partie du genre Citrus et ont fait l'objet de nombreux croisements. On peut donc considérer qu'il n'y a qu'une seule « super espèce » qui inclut les citronniers, les limettiers et les orangers. Néanmoins, des noms spécifiques ont été donnés à chacun des membres de la famille des agrumes, les oranges portant le nom de Citrus sinensis (L.) Osbeck ou Citrus aurantium var. sinensis L.
L'oranger doux a d'abord été cultivé au Portugal, ramené de Chine lors des Grandes découvertes (d'où le nom πορτοκάλι (portokali) en grec et برتقال (burtuqaal) en arabe), puis en Espagne et c'est désormais la variété d'oranger la plus largement cultivée dans le monde.
Les oranges présentent différentes tailles et couleurs selon les conditions locales et comportent généralement dix carpelles, ou quartiers, à l'intérieur.

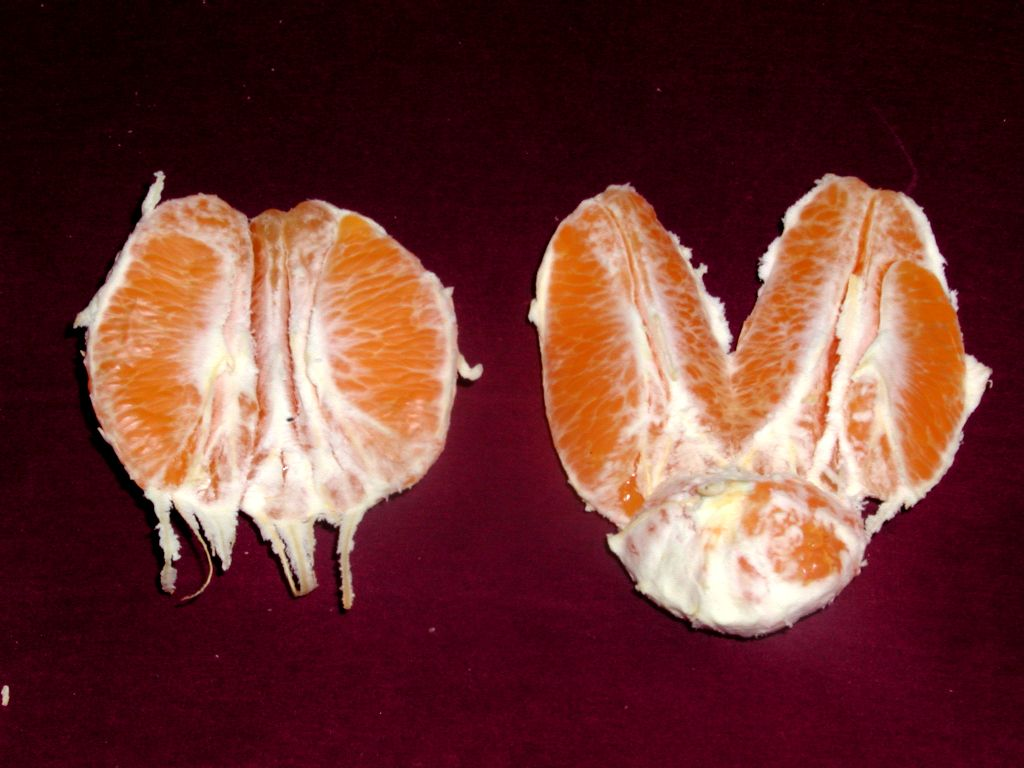
La mini orange jumelle de la variété 'Navel' est visible en bas à droite.

Une mutation unique en 1820, dans l'orangeraie d'un monastère du Brésil, a donné naissance à l'orange navel, aussi connue sous les noms de navel Washington, Riverside ou Bahia. Une seule bouture de l'arbre original a été ensuite transplantée à Riverside, en Californie, en 1870, créant ainsi un nouveau marché mondial. La mutation a créé un fruit double : une orange miniature et sous-développée, ressemblant à un nombril humain (d'où le nom navel), est imbriquée dans la partie extérieure du fruit à l'opposé du pédoncule selon un schéma comparable à celui des frères siamois. Cette variété est presque toujours dépourvue de graines et est généralement plus grosse que les autres types d'oranges. Les fruits sont produits par parthénocarpie, c'est-à-dire sans fécondation. La variété scarlet navel présente la même mutation diploïde.
L'orange de Valence ou de Murcie est une orange douce utilisée pour la production de jus d'orange. C'est un fruit tardif, et donc une variété dont la consommation est particulièrement appréciée lorsque la saison des oranges navel est terminée.

Les Orangeraies de Joaquín Sorolla
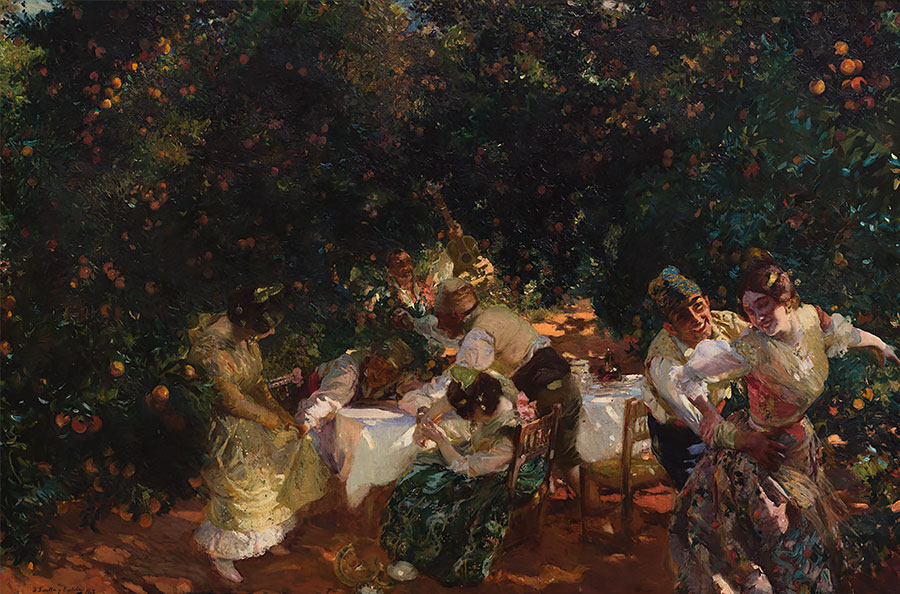
Parmi les Orangers, 1903 Musée national des Beaux-Arts (Cuba)
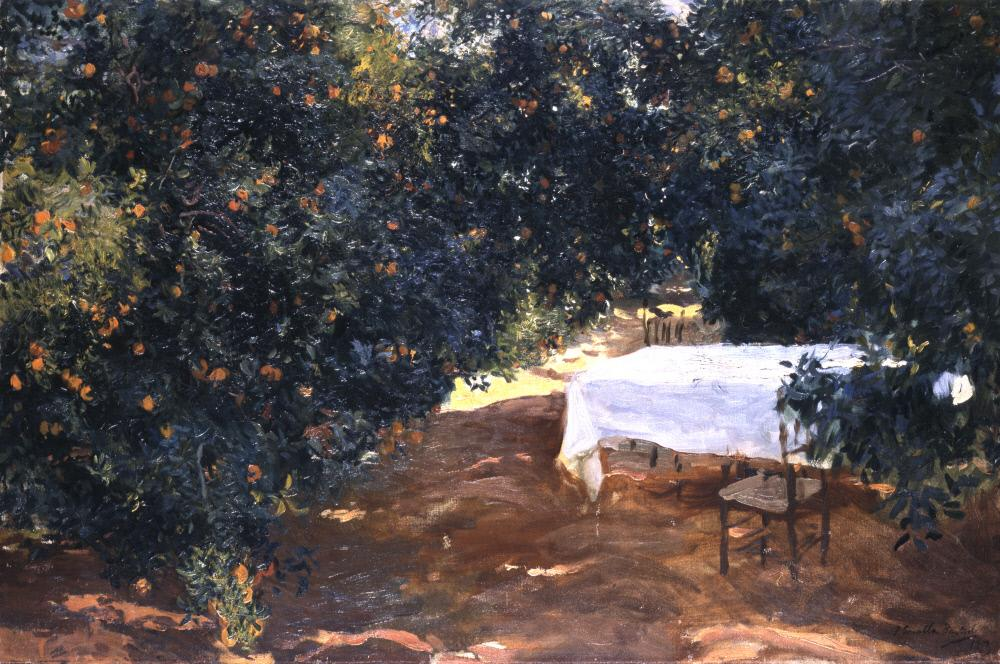
Le Sentier de l'orangeraie, Alzira, 1903 The Hispanic Society of America, New York

Les oranges sanguines ont une chair striée de rouge, et leur jus est souvent rougeâtre.

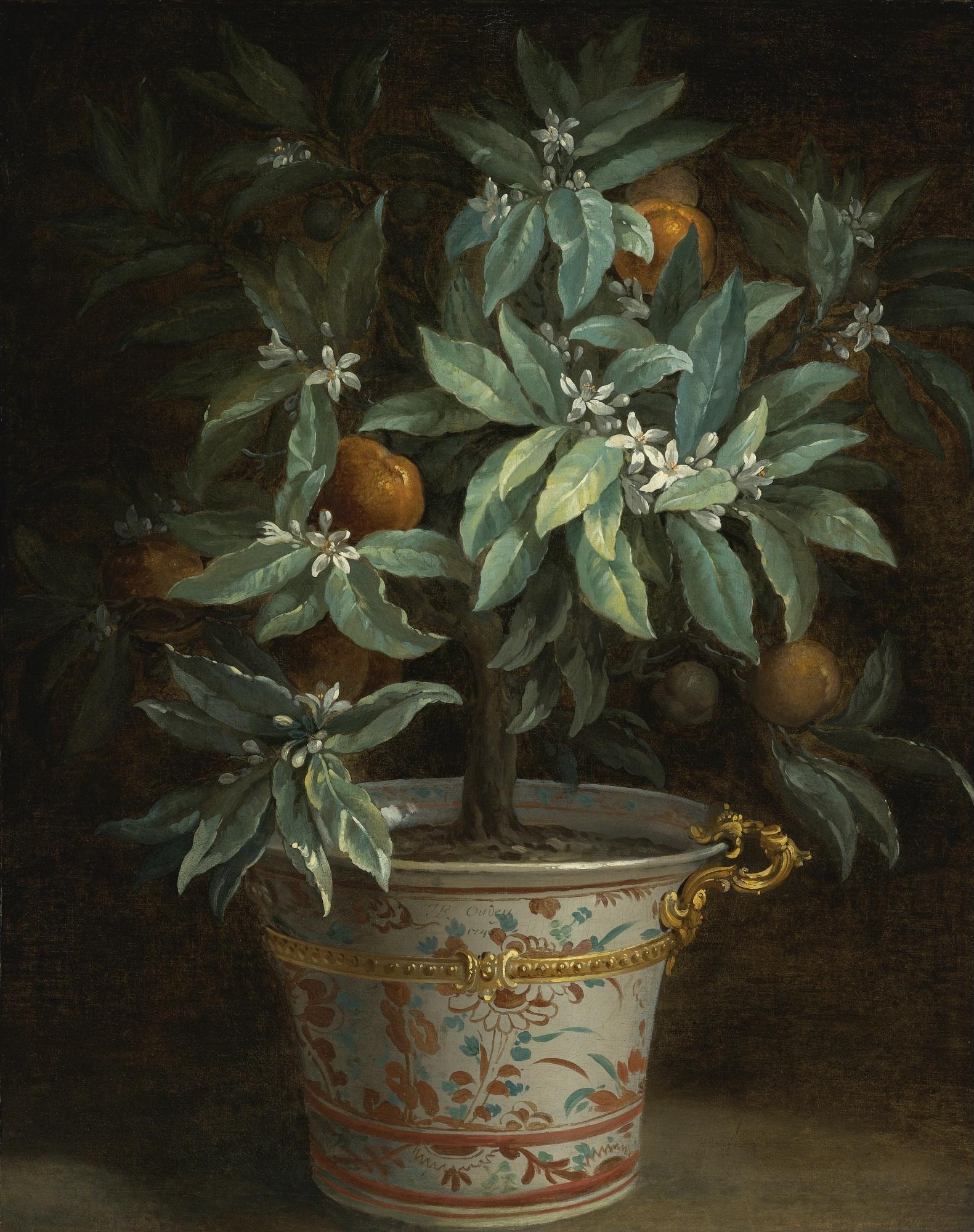
La culture en bac des orangers a longtemps été un symbole de pouvoir pour les élites qui lui dédiaient des bâtiments spécialisés : les orangeries. (Jean-Baptiste Oudry, L'Oranger, 1740).

Les orangers tels que les citronniers sont très souvent cultivés en pots sous des latitudes au climat plus froid. On pourrait croire qu'il est simple d'obtenir des fruits d'une telle espèce cultivée en pots, mais il n'en est rien. La culture de l'arbuste peut sembler aisée, mais pour qu'il fournisse des fruits, il faut être attentif à certains points. Ainsi, l'obtention des fruits est soumise à l'adjonction répétée d'engrais spécial pour agrumes et à une gestion très précise de l'arrosage : ni trop, ni trop peu. Une terre trop pauvre ou un manque d'eau peuvent causer la fin de la maturation des fruits et ces derniers finissent par tomber.
Lors de la plantation d’une graine d’oranger en pot, sa germination peut durer entre 6 et 7 semaines. Une forte luminosité est indispensable à la bonne germination.
Le rempotage doit également être réfléchi : après chaque rempotage, l'arbre va chercher à s'approprier la terre du pot en se concentrant sur le développement de racines plutôt que sur la production de fruits ; celle-ci risque alors de ne reprendre que des années plus tard, surtout si le nouveau pot est grand par rapport au précédent.

## Cultivars, hybrides et mutants
Les citranges sont des hybrides d'oranger doux et de Poncirus trifoliata principalement utilisés comme porte-greffe.
Les Tangor sont des hybrides de Citrus ×tangerina et de l'oranger doux.
Orangelo est un hybride  C. paradisi × oranger doux.